# Glen Hansard

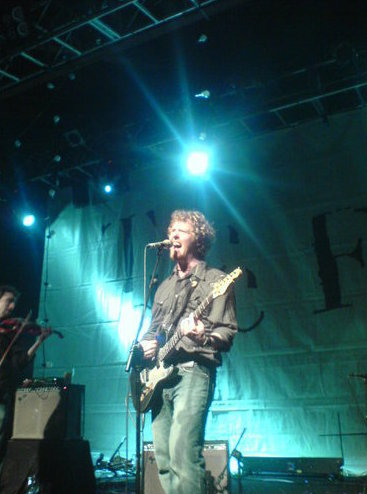
Glen Hansard a dublini Vicar Streeten 2006. december 31-én

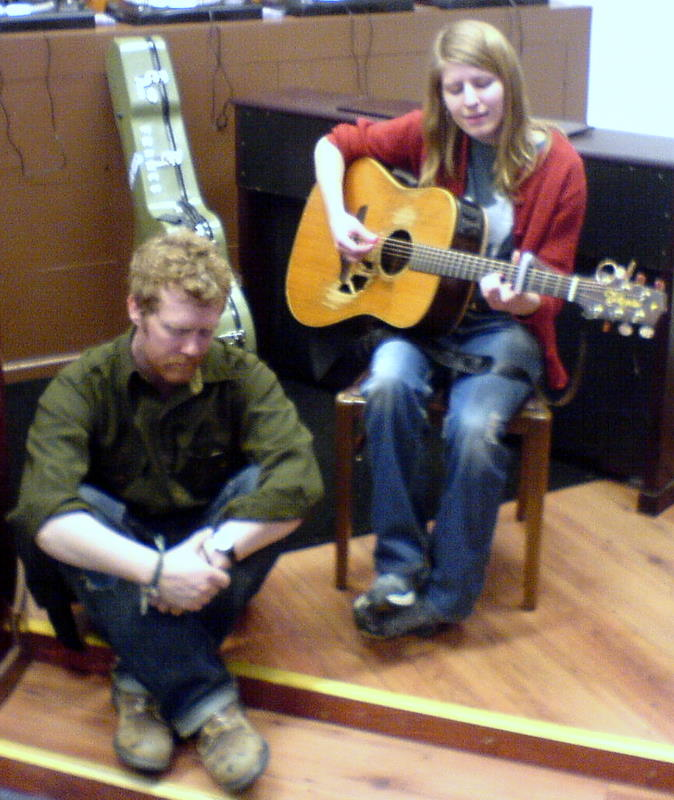
Hansard és Markéta Irglová egy fellépésen az észak-írországi Londonderryben 2006 áprilisában

Glen Hansard (Dublin, 1970. április 21. –) Oscar-díjas ír dalszerző, a The Frames zenekar énekes-gitárosa. Markéta Irglová cseh zenésszel a The Swell Season formáció alkotói.

## Pályafutása
13 évesen otthagyta az iskolát és utcazenész lett Dublinban. Alan Parker 1991-es The Commitments című filmjének Outspan Foster nevű gitárosaként szerzett először széles körű ismertséget. 2003-ban részt vett egy ír tehetségkutató televíziós műsorban.
2006. április 21-én kiadta első szólólemezét The Swell Season címmel. A lemezem Hansard mellett a cseh Markéta Irglová, a finn Marja Tuhkanen és a francia Bertrand Galen játszik. Emellett a 2006-os év egy részét kamerák előtt töltötte, egy zenés ír film, az Egyszer (Once) forgatásán. Hansard a filmben dublini utcazenészt játszik, Markéta Irglová pedig cseh bevándorló utcai árust. A film amerikai premierje a 2007-es Sundance Filmfesztiválon volt, ahol közönségdíjat nyert. 
A forgatás ideje alatt a két főszereplő között a való életben is kapcsolat kezdődött.  Hansard így nyilatkozott Irglovához fűződő kapcsolatáról: „Régóta szerelmes voltam belé, de azt mondogattam magamnak, hogy még csak gyerek.” A Falling Slowly című dal, amelyet közösen írtak a filmhez, Oscar-díjat nyert a legjobb eredeti dal kategóriájában 2008 februárjában. Hansard és Irglová Bob Dylan You Ain't Goin' Nowhere című dalát is feljátszotta a 2007-es I'm Not There – Bob Dylan életei (I'm not there) című filmhez.

## Díjak és jelölések

### Jelölések
- Grammy-díj, 2008 – a Falling Slowly című dalért

### Díjak
- Oscar-díj, 2008 – a Falling Slowly című dalért

## Hatások
Hansard így nyilatkozott arról, hogy milyen zenei hatások érték: „Gyerekkoromban otthon egy Leonard Cohen, Van Morrison és Bob Dylan alkotta Szentháromság volt, Bobbal a középpontban.”
Hansard és a The Frames 2007 augusztusában Bob Dylan előzenekaraként turnéztak Ausztráliában és Új-Zélandon, és Hansard gyakran játssza Van Morrison dalait a koncertjein. Az Into the Mystic és a And the Healing Has Begun című dalok szerepeltek az Egyszer filmzene lemezének gyűjtői változatán.

## Fordítás
- Ez a szócikk részben vagy egészben  a   Glen Hansard című angol Wikipédia-szócikk ezen változatának fordításán alapul.  Az eredeti cikk szerkesztőit annak laptörténete sorolja fel. Ez a jelzés csupán a megfogalmazás eredetét és a szerzői jogokat jelzi, nem szolgál a cikkben szereplő információk forrásmegjelöléseként.